# Grnčar
Grnčar (albánsky Lumi i Vermoshit, v srbské cyrilici Грнчар) je řeka, protékající na pomezí Černé Hory a Albánie.
Pramení v Černé Hoře, v pohoří Veruša, poté protéká údolím Vermosh na semém severu Albánie (jehož název v albánském jazyce rovněž nese). V blízkosti obce Bojović se opět vrací na černohorské území. Poté protéká městem Gusinje; nedlouho poté se slévá s řekou Vruja a dále pokračuje jako řeka Lim až do Plavského jezera.
Řeka má typický charakter toku s rychlým spádem a širokým korytem, které se často vymílá. Byť je její průtok neveliký, dosahuje koryto Grnčaru šíře i několika desítek metrů. Je mělké a tak lze řeku poměrně dobře přebrodit.
Podle řeky se také jmenuje i vesnice, nacházející se poblíž Gusinje v údolí řeky samotné, cca 2 km proti jejímu proudu.
Koryto řeky sloužlo dlouhodobě jako zdroj těžby štěrku. Výsledkem byla jeho devastace a časté změny toku řeky. Grnčar navíc každé jaro zaplavuje okolní vesnice, a proto místní političtí představitelé hledají řešení, jak řeku regulovat. Do budoucna se uvažuje o projektu spolupráce s Evropskou unií.